# Brian Merriweather
Brian Merriweather (Evansville, 13 marzo 1978) è un ex cestista statunitense.

## Carriera
Nativo dello stato dell'Indiana, uscì dalla North High School nel 1996 senza però riuscire ad ottenere la qualifica accademica. Frequentò così per un anno il Cumberland College (successivamente denominato University of the Cumberlands), un istituto di Williamsburg in Kentucky affiliato alla NAIA.
Durante questo periodo inviò suoi video ad alcuni allenatori tra cui George Morgan, che all'epoca era assistente presso la Western Kentucky University. Quando Morgan si trasferì alla University of Texas–Pan American (UTPA), decise di portare con sé Merriweather offrendogli una borsa di studio. Per via delle regole legate al cambio di istituto, tuttavia, Merriweather dovette saltare la stagione sportiva 1997-1998. Scese però in campo l'anno seguente, nel 1998-1999, quando fu il quarto miglior marcatore stagionale di tutta la NCAA Division I con 23,7 punti a partita. Oltre a ciò, divenne il giocatore con più triple segnate nell'arco dell'intero torneo, con 110 tiri da tre punti a bersaglio in 27 presenze. Anche l'anno seguente si confermò al primo posto per numero di triple realizzate in quell'edizione della NCAA Division I: in quel caso furono 114 in 28 gare (20,4 invece la media punti). Nel 2000-2001, suo ultimo anno universitario, totalizzò 18,1 punti di media. Durante le tre stagioni a UTPA mise a segno complessivamente 332 tiri da tre su 819 tentativi, record dell'ateneo per numero di triple siglate.
Terminata la parentesi universitaria, nell'ottobre 2001 arrivò ai Crabs Rimini nella Legadue italiana. Il club biancorosso lo ingaggiò inizialmente con un contratto a gettone per sopperire agli infortuni di Arthur Lee ed Eric Washington. In seguito fu confermato fino al termine del campionato, ma sul finale di stagione venne prima messo fuori rosa e poi tagliato. Con la squadra riminese disputò complessivamente 29 partite, nelle quali viaggiò ad una media di 8,5 punti a partita, tirando con il 40,9% da tre. Essa fu tuttavia la sua prima e ultima parentesi professionistica.